# 勞里科查湖 (安卡什大區)
9°17′09″S 77°21′34″W / 9.28583°S 77.35944°W
勞里科查湖（Lauricocha），是秘魯的湖泊，位於該國北部安卡什大區的阿松森省，長561米、204米，處於亞納科查湖西南面和波馬班巴山東北面的布蘭卡山脈地區，海拔高度4,550米。